# Trabucco

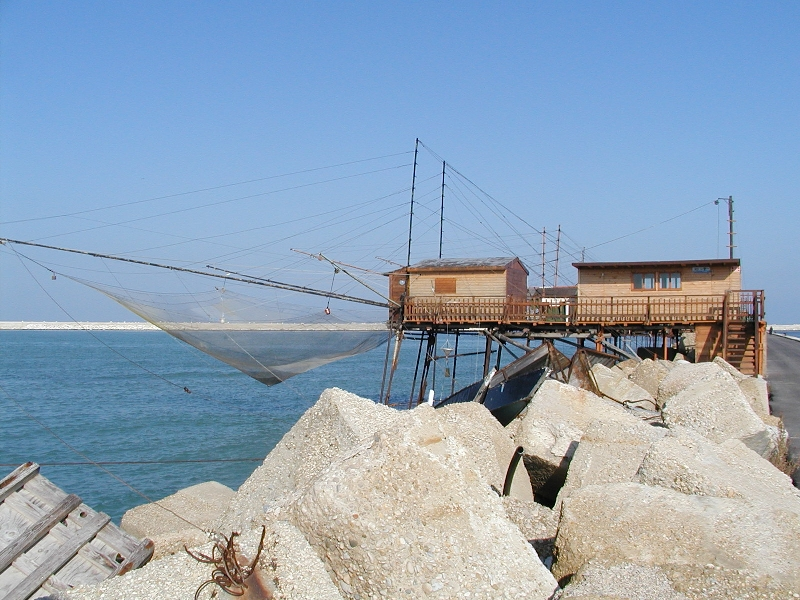
Trabucco Pescara kikötőjében

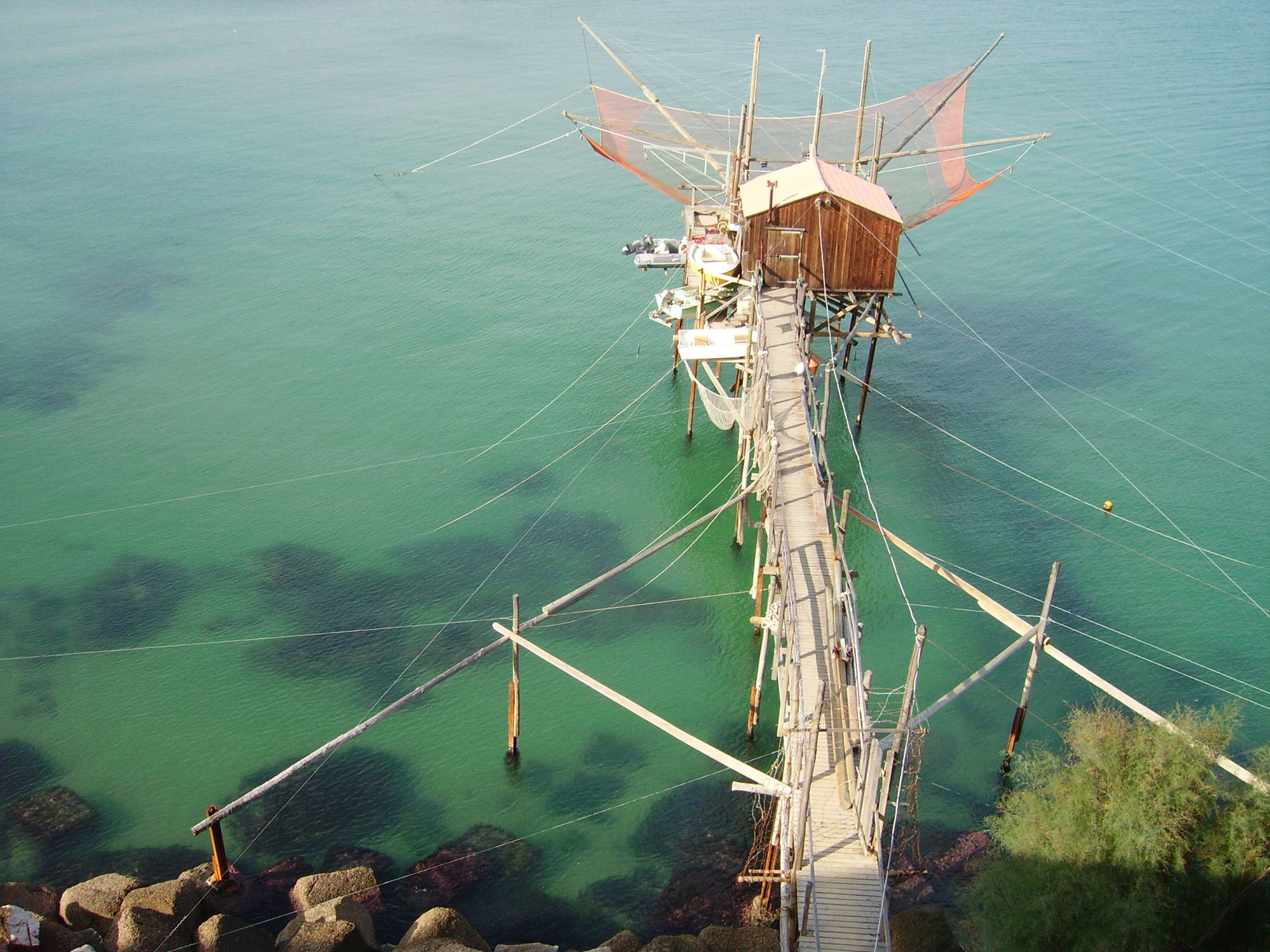
Trabucco San Vito Chietinónál

A trabucco Dél-Olaszország adriai partvidékén, főként Abruzzo és a Gargano-félsziget partvidékén, a tengerparton vagy partközelben, cölöpökön álló, faszerkezetű, hagyományos halászati építmény.

## Felépítése, szerkezete
A szerkezet egy nagyméretű, derékszögű, vízszintesen fekvő halászháló függőleges irányú mozgatását teszi lehetővé, emelői segítségével megkönnyítve annak vízbe merítését, majd a zsákmánnyal terhelt háló kiemelését. Megépítéséhez szelídgesztenyefát és nagy ellenállóképességű akácfát használtak. Szerkezeti elemeit eredetileg csak kötelekkel erősítették össze, a későbbiekben ezeket acélból készült összekötő elemek váltották fel. A tengerparton vagy a partközelben felépített szerkezet kiválóan viseli a szél és a hullámverés romboló erejét.

## Története
Hasonló szerkezeteket már az ókori Föníciában használtak. Dél-Olaszországban valószínűleg a 14. században kezdték alkalmazni, s az ezt követő évszázadokban vált a partmenti halászat egyik jellegzetes eszközévé. A jelenkorban muzeális értékük miatt jelentősek.